# Guldmedalj

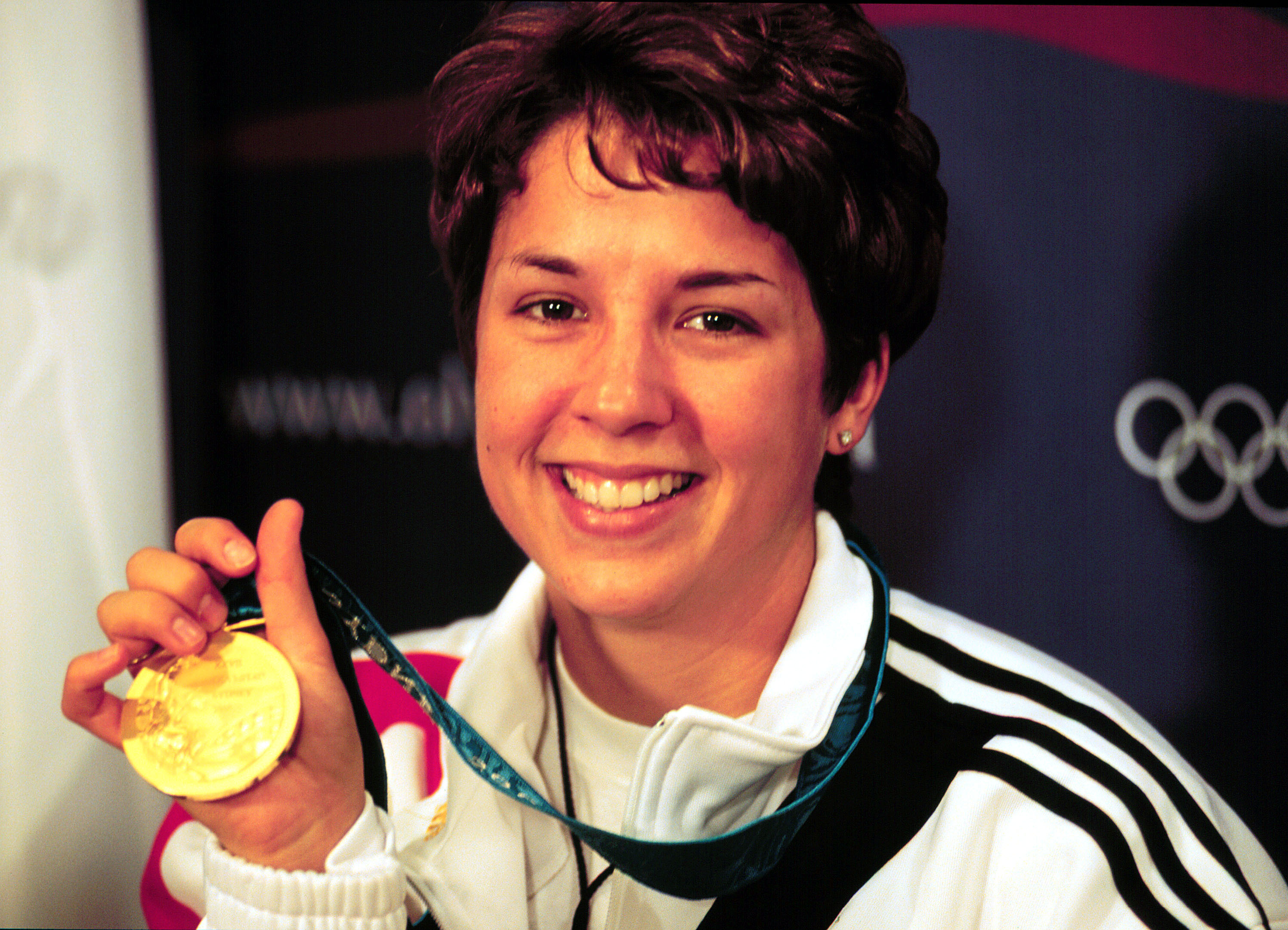
Guldmedalj

Guldmedalj är i allmänhet den högsta valören på en medalj. Guldmedaljer brukar delas ut som belöning för utförandet av olika prestationer inom idrott, kultur eller vetenskap. Även utmärkelser inom militären och kungliga medaljer kan vara av guld.
De flesta "riktiga" guldmedaljer består inte av massivt guld, utan är oftast guldpläterade medaljer av annan metall. Detta gäller bland annat de olympiska guldmedaljerna, som sedan 1912 inte är av massivt guld. Nobelprismedaljer är däremot i massivt guld, de tillverkas i 18 karat guld och pläteras med 24 karat guld. 
Ofta, för att inte säga i de flesta sammanhang, är "guldmedaljen" av symbolisk betydelse och endast en metallbit målad med guldfärg. Guldmedaljer (ädla eller oädla) delas ofta ut till segraren i en tävling. Uttrycket att "ta guld" har blivit synonymt med att vinna en tävling, och används ofta i idrottssammanhang. Tvåan brukar tilldelas en silvermedalj och trean en bronsmedalj.
I de Olympiska sommarspelen delades guldmedalj ut även i målarkonst under åren från 1912 i Stockholm till och med 1948 i London. Det tävlades i minst fem kulturgrenar vid de olympiska sommarspelen, dessa var arkitektur, litteratur, musik, målning och skulptur. Det officiella namnet på kulturtävlingarna var Concours d'Art och dessa inleddes i Stockholm 1912. Medaljer delades ut för konstverk som hade anknytning till de fem kulturgrenarna. Kulturgrenarna var dock inte oomtvistade, och försvann sedermera. 